# Право на неучасть у Єдиному патентному суді
Власники та заявники на європейські патенти мають право на неучасть щодо своїх європейських патентів або патентних заявок із виключної компетенції Єдиного патентного суду (ЄПС). Відмова, зокрема, заважає конкуренту оскаржувати дійсність європейського патенту централізовано перед ЄПС (шляхом подання позову про анулювання до ЄПС), таким чином дозволяючи власнику не складати всі свої яйця (тобто всі національні частини європейського патенту) в один кошик.
Можливість відмови відкрита до закінчення семирічного перехідного періоду після набрання чинности Угоди про ЄПС 1 червня 2023 року, але більше не є доступною, якщо позов вже подано до ЄПС. Можливість відмови недоступна для європейських патентів з єдиною дією, які також називаються «унітарними патентами». Відмову можна відкликати в будь-який час, «якщо позов ще не подано до національного суду».
Оскільки «період сходу» Угоди про ЄПС розпочався 1 березня 2023 року, заяви про відмову можна подати до Реєстру ЄПС за допомогою системи управління справами (CMS) ЄПС. Заявки на відмову не можна подати до Європейського патентного офісу (EPO), навіть якщо очікується, що інформація про відмову також буде доступна в Європейському патентному реєстрі. Можна відмовитися лише від опублікованих заявок на патент, а від європейського патенту можна відмовитися лише «стосовно всіх держав-учасниць Європейської патентної конвенції, для яких було видано патент». Жодна плата до суду не сплачується за подання заяви про право на неучасть.